# Corynesporopsis inaequiseptata
Corynesporopsis inaequiseptata är en svampart som beskrevs av Matsush. 1993. Corynesporopsis inaequiseptata ingår i släktet Corynesporopsis, divisionen sporsäcksvampar och riket svampar.   Inga underarter finns listade i Catalogue of Life.